# Wrap Myself in Paper
Wrap Myself in Paper är en julsingel med Magnus Carlsson.

## Låtlista
1. "Wrap Myself in Paper"
2. "Julens tid är här" (Duett med Molly Sandén)
3. "It Is Christmas Night"

## Listplaceringar
| Lista (2006) | Topplacering |
| ------------ | ------------ |
| Sverige      | 3            |

### Fotnoter
1. ↑  ”Wrap Myself in Paper”. Hitparad. http://hitparad.se/showitem.asp?interpret=Magnus+Carlsson&titel=Wrap+Myself+In+Paper&cat=s. Läst 31 oktober 2012.